# Карл Штойбер
Карл Штойбер (нім. Karl Stoiber; 13 жовтня 1907, Відень — ?) — австрійський футболіст, що грав на позиції нападника. Семиразовий чемпіон Австрії, дворазовий володар Кубка Австрії, фіналіст Кубка Мітропи.

## Клубна кар'єра
У основному складі клубу «Адміра» (Відень) почав грати у сезоні 1925–1926. У 1927 році здобув з командою перший в історії клубу титул чемпіона Австрії. Несподіваним конкурентом «Адміри» в боротьбі за титул став клуб «Брігіттенауер». Перед останнім туром «Адміра» мала перевагу в одне очко, але суперникам випало грати між собою. Клуб Карла упевнено переміг з рахунком 5:0 і здобув свій перший чемпіонський трофей. На рахунку Штойбера 21 матч і 6 голів у тому сезоні. Влітку зіграв у обох чвертьфінальних матчах новоствореного кубка Мітропи, у яких австрійський клуб зустрічався з чехословацькою «Спартою». У першому матчі «Спарта» перемогла з рахунком 5:1, але в матчі-відповіді на 60-й хвилині уже «Адміра» перемагала 5:1 (один з голів забив Штойбер). Втім, команді не вдалося розвинути чи хоча б втримати цей результат і наприкінці матчу чеські гравці зуміли забити два голи і пройти в наступний раунд.
Наступного сезону «Адміра» знову перемогла у чемпіонаті, випередивши на три очка «Рапід». У національній першості Штойбер зіграв 21 матч і забив 9 голів. Також клуб здобув кубок Австрії, у п'яти матчах якого Карл забив 32 голи. У фінальному поєдинку «Адміра» переграла «Вінер АК» з рахунком 2:1.
Влітку 1928 року клуб знову пробував свої сили у матчах кубку Мітропи. В 1/4 фіналу команда переграла чехословацьку «Славія» — 3:1, 3:3. У півфіналі «Адміра» в обох матчах поступилась майбутньому чемпіонові угорському «Ференцварошу» (1:2, 0:1). Штойбер був учасником усіх матчів, а також відзначився одним голом.
Протягом 1930-их років ще п'ять разів здобував звання чемпіона Австрії, а також одного разу володаря кубка Австрії. В різний час зі Штойбером у лінії атаки «Адміри» виступали: Ігнац Зігль, Йоганн Кліма, Антон Шалль, Франц Рунге, Адольф Фогль, Леопольд Факко, Леопольд Фогль, Вільгельм Ганеманн, Йозеф Біцан, Франц Шиллінг і багато інших нападників.
В національній першості 1932 року клуб на 2 очка випередив «Вієнну». На рахунку Штойбера 11 матчів і 4 голи. Черговий трофей здобув з командою у 1934 році. Карл зіграв 21 матч у сезоні і забив 6 м'ячів, а «Адміра» на два очка випередила «Рапід». Ці ж команди зійшлися у фіналі національного кубку, у якому клуб Штойбера здобув розгромну перемогу з рахунком 8:0.
Фіналіст кубка Мітропи 1934. У першому раунді його клуб переміг «Наполі» (0:0, 2:2, 5:0), у чвертьфіналі — празьку «Спарту» (4:0 з двома голами Карла, 2:3), у півфіналі туринський «Ювентус» (3:1, 1:2). У фіналу «Адміра» зустрілась зі ще одним італійським клубом — «Болоньєю». У першому матчі Штойбер забив перший гол своєї команди на 55-й хвилині і допоміг своїй команді переломити гру і здобути перемогу з рахунком 3:2. У матчі-відповіді «Адміра» поступилась з рахунком 1:5.
У сезоні 1934/35 «Адміра» стала другою у чемпіонаті, а ось два наступних розіграші виграла. У 1936 році клуб випередив найближчого переслідувача Вієнну на 5 очок. У кубку Мітропи 1936 клуб несподівано вилетів від скромного чеського клубу «Простейов». В першому матчі вдома «Адміра» сенсаційно програла 0:4. У матчів-відповіді віденці вели 2:0 і 3:1, але у підсумку зіграли 3:2, завершивши гру вшістьох. Угорський арбітр Гертца вилучив у першому таймі одного гравця «Простейова», а у другому одразу п'ятьох австрійців, хоча й не закінчив гру достроково, як цього вимагав регламент. Одним з тих, кого вилучили був і Штойбер, який не зумів контролювати свою мову.
У 1937 оці ж боротьба з «Аустрією» йшла до останньої грі. На свою останню гру з «Рапідом» «Адміра» йшла з відставанням у 1 очко від конкурента, що вже зіграв усі матчі. Нічийний рахунок 3:3 приніс «Адмірі» чемпіонство за додатковими показниками. У цьому чемпіонаті Штойбер встановив свій рекорд результативності — 16 голів. «Аустрія» ж взяла реванш у кубку, де перемогла «Адміру» у чвертьфіналі і згодом здобула трофей. У кубку Мітропи 1937 клуб зупинився у чвертьфіналі, знову показавши себе з не найкращої сторони. Перша гра з італійською командою «Дженоа» принесла нічию 2:2, але сам матч вийшов дуже грубим з обох сторін. Серед постраждалих був і Карл, якому розбили голову. На шляху з Відня до Генуї між гравцями виникла бійка, одному з італійців зламали щелепу. Начальник поліції Генуї заявив, що не може гарантувати безпеку учасників цього матчу і матч було відмінено. Комітет кубка у підсумку вирішив зняти зі змагань обидві команди.
Чемпіонат 1937/38 років став для «Адміри» став найгіршим з середини 20-х років — 6 місце. Але уже за рік команда повернулася на вершину. Чемпіонат 1938/39 років після аншлюсу називався Гауліга Остмарк і був частиною німецького чемпіонату. «Адміра» випередила на 2 очка «Рапідом» і всьоме у своїй історії стала чемпіоном. Завдяки цьому трофею клуб потрапив у фінальний турнір чемпіонату Німеччини. Клуб виграв групу, що складалась з чотирьох команд і потрапив у півфінал, де здолав з рахунком 4:1 «Гамбург». У фіналі «Адміра» зустрічалась з найсильнішою німецькою командою того часу — «Шальке». Матч для віденців завершився розгромною поразкою від гельзенкірхенців — 0:9. Штойбер зіграв 8 матчів турніру і забив 5 голів.
В 1941—1945 роках грав у команді «Вінер АК». У 1946 році ненадовго повернувся до складу «Адміри». Після цього ще довго виступав у різних австрійських командах на любительському рівні.

## Кар'єра в збірній
Дебютував у збірній Австрії 1928 року в матчі проти Чехословаччини (0:1). До 1936 року зіграв у складі головної команди країни 6 матчів і забив 2 голи.
Виступав також за збірну Відня. Дебютував 1928 року в грі проти збірної Кракова, що завершилася перемогою австрійців з рахунком 2:1. У 1931 році забив два голи у ворота збірної Праги (5:2). Загалом у 1928—1935 роках зіграв 6 міжнародних матчів і забив чотири голи.

## Статистика

### Статистика клубних виступів
| Клуб               | Сезон              | Ліга  | Ліга | Кубки | Кубки | Кубок Мітропи | Кубок Мітропи | Інше  | Інше | Всього | Всього |
| Клуб               | Сезон              | Матчі | Голи | Матчі | Голи  | Матчі         | Голи          | Матчі | Голи | Матчі  | Голи   |
| ------------------ | ------------------ | ----- | ---- | ----- | ----- | ------------- | ------------- | ----- | ---- | ------ | ------ |
| Адміра (Відень)    | 1925/26            | 3     | 1    | 0     | 0     | -             | -             | 0     | 0    | 3      | 1      |
| Адміра (Відень)    | 1926/27            | 21    | 6    | 3     | 2     | -             | -             | 0     | 0    | 24     | 8      |
| Адміра (Відень)    | 1927/28            | 21    | 9    | 5     | 2     | 2             | 1             | 0     | 0    | 28     | 12     |
| Адміра (Відень)    | 1928/29            | 22    | 10   | 3     | 3     | 4             | 1             | 0     | 0    | 29     | 14     |
| Адміра (Відень)    | 1929/30            | 19    | 11   | 2     | 0     | 0             | 0             | 0     | 0    | 21     | 11     |
| Адміра (Відень)    | 1930/31            | 18    | 4    | 8     | 3     | 0             | 0             | 0     | 0    | 26     | 7      |
| Адміра (Відень)    | 1931/32            | 11    | 4    | 0     | 0     | 0             | 0             | 0     | 0    | 11     | 4      |
| Адміра (Відень)    | 1932/33            | 17    | 13   | 2     | 4     | 0             | 0             | 0     | 0    | 19     | 17     |
| Адміра (Відень)    | 1933/34            | 21    | 6    | 5     | 3     | 0             | 0             | 0     | 0    | 26     | 9      |
| Адміра (Відень)    | 1934/35            | 20    | 11   | 2     | 2     | 9             | 3             | 0     | 0    | 31     | 16     |
| Адміра (Відень)    | 1935/36            | 18    | 12   | 3     | 1     | 2             | 1             | 0     | 0    | 23     | 14     |
| Адміра (Відень)    | 1936/37            | 22    | 16   | 3     | 2     | 2             | 0             | 0     | 0    | 27     | 18     |
| Адміра (Відень)    | 1937/38            | 17    | 5    | 4     | 3     | 4             | 1             | 0     | 0    | 25     | 9      |
| Адміра (Відень)    | 1938/39            | 26    | 9    | 1     | 0     | 0             | 0             | 0     | 0    | 27     | 9      |
| Адміра (Відень)    | 1939/40            | 14    | 12   | 1     | 0     | 0             | 0             | 0     | 0    | 15     | 12     |
| Адміра (Відень)    | 1940/41            | 3     | 1    | 3     | 0     | 0             | 0             | 0     | 0    | 6      | 1      |
| Адміра (Відень)    | Всього             | 273   | 130  | 45    | 25    | 23            | 7             | 0     | 0    | 341    | 162    |
| ВАК                | 1940/41            | 9     | 9    | 0     | 0     | -             | -             | 0     | 0    | 9      | 9      |
| ВАК                | 1941/42            | 14    | 10   | 1     | 0     | -             | -             | 1     | 0    | 16     | 10     |
| ВАК                | 1942/43            | 19    | 10   | 7     | 12    | -             | -             | 0     | 0    | 26     | 22     |
| ВАК                | 1943/44            | 15    | 6    | 4     | 2     | -             | -             | 0     | 0    | 19     | 8      |
| ВАК                | 1944/45            | 5     | 1    | 1     | 0     | -             | -             | 0     | 0    | 6      | 1      |
| ВАК                | Всього             | 62    | 36   | 13    | 14    | 0             | 0             | 1     | 0    | 76     | 50     |
| Адміра (Відень)    | 1945/46            | 4     | 2    | 2     | 0     | -             | -             | 0     | 0    | 6      | 2      |
| Адміра (Відень)    | Всього             | 4     | 2    | 2     | 0     | 0             | 0             | 0     | 0    | 6      | 2      |
| Всього за «Адміру» | Всього за «Адміру» | 277   | 132  | 47    | 25    | 23            | 7             | 0     | 0    | 347    | 164    |
| Всього за кар'єру  | Всього за кар'єру  | 339   | 168  | 60    | 39    | 23            | 7             | 1     | 0    | 423    | 214    |

### Статистика виступів у збірній
| Дата       | Місто   | Господарі | Результат | Гості          | Турнір                             | Голи | Примітки |
| ---------- | ------- | --------- | --------- | -------------- | ---------------------------------- | ---- | -------- |
| 01/04/1928 | Відень  | Австрія   | 0 – 1     | Чехословаччина | Кубок Центральної Європи 1927—1930 | -    |          |
| 27/10/1929 | Берн    | Швейцарія | 1 – 3     | Австрія        | Кубок Центральної Європи 1927—1930 | 1    |          |
| 16/06/1931 | Відень  | Австрія   | 2 – 0     | Австрія        | товариський матч                   | -    |          |
| 12/05/1935 | Відень  | Австрія   | 5 – 2     | Польща         | товариський матч                   | 1    |          |
| 6/10/1935  | Варшава | Польща    | 1 – 0     | Австрія        | товариський матч                   | -    |          |
| 5/04/1936  | Відень  | Австрія   | 3 – 5     | Угорщина       | товариський матч                   | -    |          |
| Усього     |         | Матчів    | 6         |                | Голів                              | 2    |          |

### Статистика виступів у кубку Мітропи
| №                      | Розіграш               | Стадія                 | Дата та місце проведення | Команда 1              | Рахунок | Команда 2           | Голи    |
| ---------------------- | ---------------------- | ---------------------- | ------------------------ | ---------------------- | ------- | ------------------- | ------- |
| 1                      | 1927                   | 1/4                    | 14.08.1927 Прага         | Спарта (Прага)         | 5:1     | Адміра (Відень)     |         |
| 2                      | 1927                   | 1/4                    | 21.08.1927 Відень        | Адміра (Відень)        | 5:3     | Спарта (Прага)      | 60'     |
| 3                      | 1928                   | 1/4                    | 15.08.1928 Відень        | Адміра (Відень)        | 3:1     | Славія (Прага)      |         |
| 4                      | 1928                   | 1/4                    | 19.08.1928 Прага         | Славія (Прага)         | 3:3     | Адміра (Відень)     | 24'     |
| 5                      | 1928                   | 1/2                    | 9.09.1928 Відень         | Адміра (Відень)        | 1:2     | Ференцварош         |         |
| 6                      | 1928                   | 1/2                    | 16.09.1928 Будапешт      | Ференцварош            | 1:0     | Адміра (Відень)     |         |
| 7                      | 1934                   | 1/8                    | 17.06.1934 Відень        | Адміра (Відень)        | 0:0     | Наполі              |         |
| 8                      | 1934                   | 1/8                    | 24.06.1934 Неаполь       | Наполі                 | 2:2     | Адміра (Відень)     |         |
| 9                      | 1934                   | 1/8 перегр.            | 1.07.1934 Цюрих          | Адміра (Відень)        | 5:0     | Наполі              |         |
| 10                     | 1934                   | 1/4                    | 18.07.1934 Відень        | Адміра (Відень)        | 4:0     | Спарта (Прага)      | 34' 43' |
| 11                     | 1934                   | 1/4                    | 22.07.1934 Прага         | Спарта (Прага)         | 3:2     | Адміра (Відень)     |         |
| 12                     | 1934                   | 1/2                    | 25.07.1934 Відень        | Адміра (Відень)        | 3:1     | Ювентус (Турин)     |         |
| 13                     | 1934                   | 1/2                    | 29.07.1934 Турин         | Ювентус (Турин)        | 2:1     | Адміра (Відень)     |         |
| 14                     | 1934                   | Фінал                  | 5.09.1934 Відень         | Адміра (Відень)        | 3:2     | Болонья             | 55'     |
| 15                     | 1934                   | Фінал                  | 9.09.1934 Болонья        | Болонья                | 5:1     | Адміра (Відень)     |         |
| 16                     | 1935                   | 1/8                    | 16.06.1935 Відень        | Адміра (Відень)        | 3:2     | Хунгарія (Будапешт) | 39'     |
| 17                     | 1935                   | 1/8                    | 23.06.1935 Будапешт      | Хунгарія (Будапешт)    | 7:1     | Адміра (Відень)     |         |
| 18                     | 1936                   | 1/8                    | 21.06.1936 Відень        | Адміра (Відень)        | 0:4     | Простейов           |         |
| 19                     | 1936                   | 1/8                    | 28.06.1936 Прага         | Простейов              | 2:3     | Адміра (Відень)     | 81'     |
| 20                     | 1937                   | 1/8                    | 13.06.1937 Відень        | Адміра (Відень)        | 1:1     | Спарта (Прага)      | 55'     |
| 21                     | 1937                   | 1/8                    | 25.06.1937 Прага         | Спарта (Прага)         | 2:2     | Адміра (Відень)     |         |
| 22                     | 1937                   | 1/8 перегр.            | 29.06.1937 Будапешт      | Спарта (Прага)         | 0:2     | Адміра (Відень)     |         |
| 23                     | 1937                   | 1/4                    | 4.06.1937 Відень         | Адміра (Відень)        | 2:2     | Дженова 1893        |         |
| Всього у кубку Мітропи | Всього у кубку Мітропи | Всього у кубку Мітропи | Всього у кубку Мітропи   | Всього у кубку Мітропи | 23      |                     | 7       |

## Досягнення
- Чемпіон Австрії (7): 1927, 1928, 1932, 1934, 1936, 1937, 1939
- Володар кубка Австрії (2): 1928, 1934
- Фіналіст кубка Мітропи (1): 1934
- Фіналіст чемпіонату Німеччини (1): 1939